# 부미 (피아니스트)
부미(본명: 최부미, 1983년 7월 11일~)은 대한민국의 피아니스트이다.

## 공연
- 2022년 BOOMI s Jazz Odyssey 조선
- 2018년 BOOMI s JAZZ ODYSSEY 18년
- 2017년 Boomis Jazz Odyssey 17년
- 2015년 엔젤스헤이븐 희망콘서트

## 앨범
- 2022년 Dichterliebe, Im Wunderschönen Monat Mai
- 2021년 Decrescent Nostalgia (The Beginning Of Ante Meridiem)
- 2019년 Boomimood

## 관련 활동
- 2022년 예술감독재즈클럽 밤의여왕 오페라 마술피리
- 2022년 원안, 음악예그리나 in 제물포구락부 1926
- 2022년 원안, 작곡음악극 예그리나 연향이야기
- 2021년 공연트라이보울 재즈 페스티벌
- 2021년 작곡음악극 제물포, 더 재즈 예그리나